# Il genio della perversione
Il genio della perversione (The Imp of the Perverse) è un racconto scritto in forma saggistica da Edgar Allan Poe e pubblicato nel 1845. Si discute dei vari impulsi autodistruttivi che possono giungere ad impossessarsi degli esseri umani, incarnati tutti come metafora simbolica del cosiddetto "genio della perversione": il narratore descrive questo spirito come l'agente che tenta di far fare ad una persona qualcosa "semplicemente perché pensiamo che non dovremmo farla".
La teoria del genio della perversione elaborata da Poe può essere vista come una anticipazione dei concetti di subconscio e repressione che sarebbero stati teorizzati successivamente da Sigmund Freud.
Molti dei personaggi di Poe mostrano l’incapacità di resistere al genio della perversione, tra cui l’assassino ne “Il gatto nero” e il narratore de “Il cuore rivelatore”.
L’impulso opposto al genio della perversione è rappresentato dal personaggio di C. August Dupin che manifesta raziocinio e profonda analisi. Uno dei primi esempi del genio della perversione si trova nel romanzo Storia di Arthur Gordon Pym. In una scena, il protagonista del romanzo è sopraffatto dal desiderio travolgente di lasciarsi cadere da un ripido dirupo.

## Trama
Il narratore cerca di spiegare la propria teoria riguardante l'esistenza del genio della perversione, che crede induca la gente a commettere atti contro il proprio interesse. La discussione viene presentata oggettivamente in forma di saggio, anche se il narratore stesso ammette di essere una delle innumerevoli vittime del genio. Egli spiega come la condanna per omicidio che gli è stata inflitta sia diretta conseguenza di tutto questo.
Il protagonista racconta di essere riuscito, dopo una lunga premeditazione, ad assassinare un uomo sostituendo una delle candele che illuminava la sua camera da letto con una candela avvelenata. Il giudice, non riuscendo a trovare alcuna spiegazione valida all'accaduto, aveva deciso di attribuire la morte alla volontà divina. Il narratore, scampato al pericolo, si trova ad ereditare tutte le sostanze della vittima. Passano gli anni, e la piacevole sensazione di averla fatta franca si inizia a trasformare in un pensiero ossessivo per l'omicida. Il genio della perversione torna a bussare nella sua testa quando, camminando per la strada, si ritrova a pensare che l'unico modo di far venire alla luce i suoi crimini è proprio un'aperta confessione. Il pensiero si fa sempre più martellante finché, senza nemmeno rendersene conto, si ritrova a confessare ogni sua colpa di fronte alla folla nella strada. Il narratore verrà quindi condannato per omicidio e morirà per impiccagione.